# Plestan
Plestan [pletɑ̃] est une commune française située dans le département des Côtes-d'Armor, en région Bretagne.
La commune fait partie du canton de Plénée-Jugon regroupant six communes : Jugon-les-Lacs, Plénée-Jugon, Dolo, Plédéliac, Tramain et Plestan.
Les habitants de la commune sont appelés Plestanais.

## Géographie
La commune de Plestan, également connue sous le nom Plestan-sur-Gast (du nom d’une rivière), se situe dans les anciennes terres des seigneurs du Penthièvre. La situation géographique de cette commune est de loin son atout essentiel.
Cette commune est traversée par le Gouessant. Elle se trouve à proximité des grandes villes des Côtes-d'Armor (Lamballe (10 km), Saint-Brieuc (30 km), Dinan (35 km), Moncontour (25 km), Loudéac (70 km), Guingamp (65 km), Lannion (95 km), Rostrenen (85 km)) mais aussi des villes bretonnes (Rennes (70 km), Brest (170 km), ou encore Vannes (130 km)).
Sa proximité avec la Nationale 12 (Rennes-Brest) joue en sa faveur quant à un peuplement en hausse depuis ces dernières années. Le nombre de services offerts a également augmenté.
| Lamballe-Armor | Noyal        | Saint-Rieul Plédéliac             |
|                | Plestan      | Jugon-les-Lacs - Commune nouvelle |
| La Malhoure    | Plénée-Jugon | Tramain                           |

### Hydrographie
Pour un article plus général, voir Réseau hydrographique des Côtes-d'Armor.
La commune est située dans le bassin Loire-Bretagne. Elle est drainée par le Gouessant, l'Étang du Guillier, l'Hia, le Gast, le ruisseau du Val et le Val,,.
Le Gouessant, d'une longueur de 41 km, prend sa source dans la commune de Trébry et se jette  dans la baie de Saint-Brieuc en limite de Lamballe-Armor et de Hillion, après avoir traversé onze communes. 

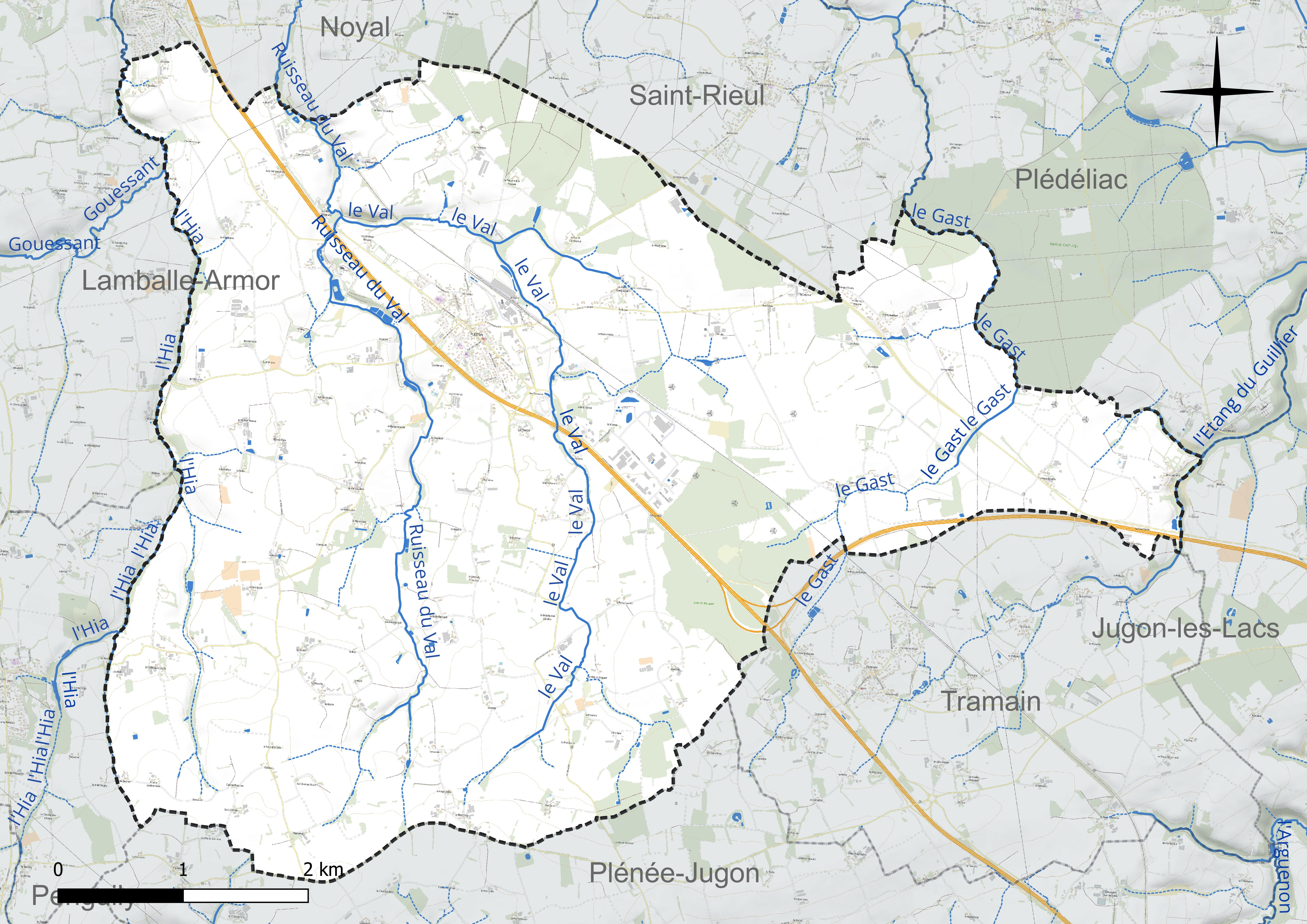
Réseau hydrographique de Plestan.

### Climat
Pour des articles plus généraux, voir Climat de la Bretagne et Climat des Côtes-d'Armor.
En 2010, le climat de la commune est de type climat océanique franc, selon une étude du Centre national de la recherche scientifique s'appuyant sur une série de données couvrant la période 1971-2000. En 2020, Météo-France publie une typologie des climats de la France métropolitaine dans laquelle la commune est exposée à un climat océanique et est dans la région climatique Finistère nord, caractérisée par une pluviométrie élevée, des températures douces en hiver (6 °C), fraîches en été et des vents forts. Parallèlement l'observatoire de l'environnement en Bretagne publie en 2020 un zonage climatique de la région Bretagne, s'appuyant sur des données de Météo-France de 2009. La commune est, selon ce zonage, dans la zone « Intérieur  », exposée à un climat médian, à dominante océanique.  
Pour la période 1971-2000, la température annuelle moyenne est de 11,4 °C, avec  une amplitude thermique annuelle de 11,5 °C. Le cumul annuel moyen de précipitations est de 734 mm, avec 12,4 jours de précipitations en janvier et 6,4 jours en juillet. Pour la période 1991-2020, la température moyenne annuelle observée sur la station météorologique la plus proche, située sur la commune de Quintenic à 10 km à vol d'oiseau, est de 11,6 °C et le cumul annuel moyen de précipitations est de 769,8 mm,. Pour l'avenir, les paramètres climatiques de la commune estimés pour 2050 selon différents scénarios d'émission de gaz à effet de serre sont consultables sur un site dédié publié par Météo-France en novembre 2022.

## Urbanisme

### Typologie
Au 1er janvier 2024, Plestan est catégorisée commune rurale à habitat dispersé, selon la nouvelle grille communale de densité à 7 niveaux définie par l'Insee en 2022.
Elle est située hors unité urbaine et hors attraction des villes,.

### Occupation des sols
L'occupation des sols de la commune, telle qu'elle ressort de la base de données européenne d’occupation biophysique des sols Corine Land Cover (CLC), est marquée par l'importance des territoires agricoles (88,1 % en 2018), en diminution par rapport à 1990 (90,3 %). La répartition détaillée en 2018 est la suivante : 
terres arables (67,6 %), zones agricoles hétérogènes (15,2 %), forêts (8,5 %), prairies (5,3 %), zones urbanisées (2 %), zones industrielles ou commerciales et réseaux de communication (1,4 %). L'évolution de l’occupation des sols de la commune et de ses infrastructures peut être observée sur les différentes représentations cartographiques du territoire : la carte de Cassini (XVIIIe siècle), la carte d'état-major (1820-1866) et les cartes ou photos aériennes de l'IGN pour la période actuelle (1950 à aujourd'hui).

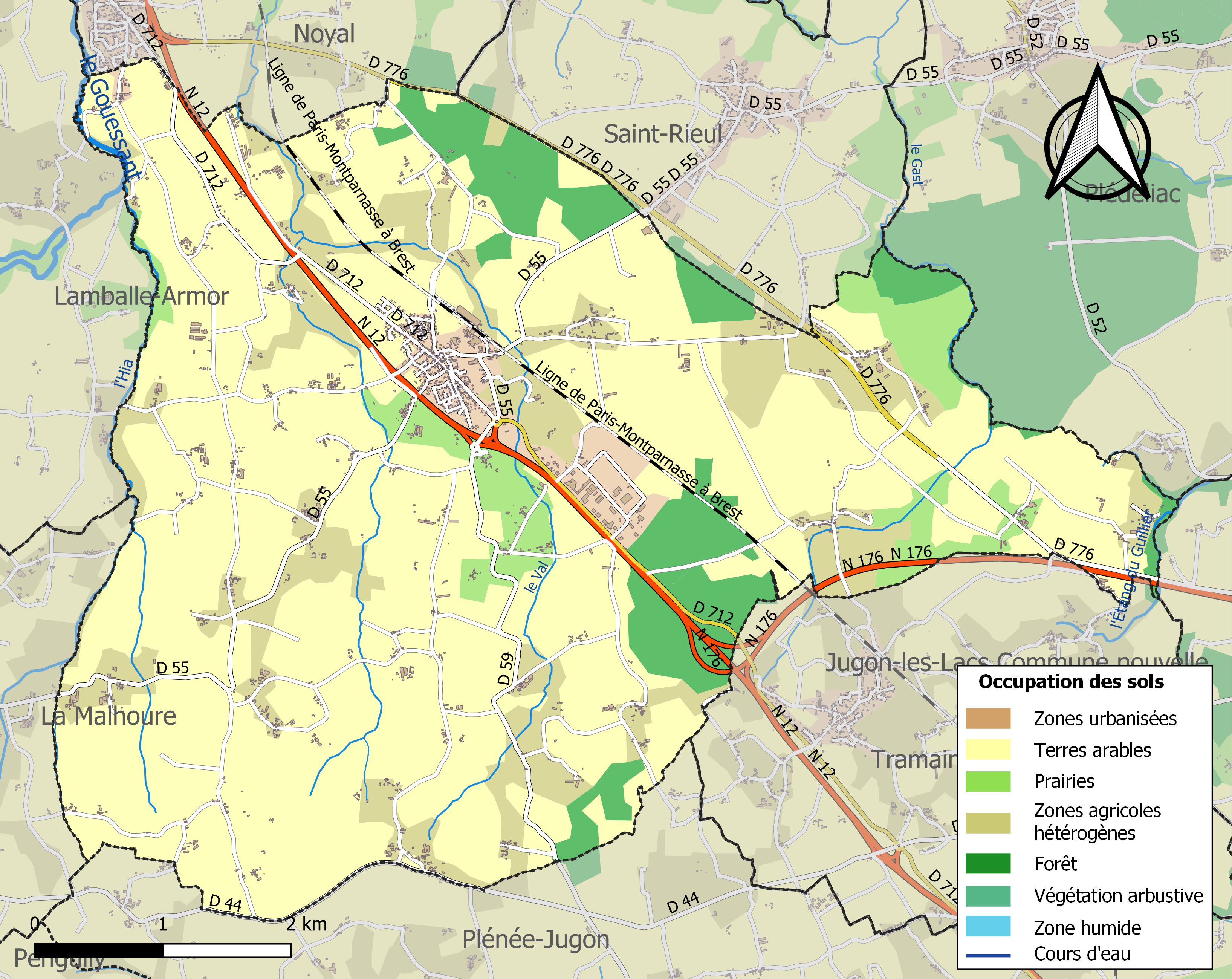
Carte des infrastructures et de l'occupation des sols de la commune en 2018 (CLC).

## Toponymie
Le nom de la localité est attesté sous les formes Plestan en 1198 et en 1230, Plesten en 1231, Pleten en 1232, Parochia de Plesten en 1255, Ecclesia de Plostan vers 1330, Plestan en 1427.
Plestan vient du breton plou (paroisse) et de Justan (saint nommé Lestan).
Plétan en gallo.

## Histoire

### Antiquité
Au XIXe siècle, une tête de statue antique ainsi que des monnaies du Bas-Empire sont découvertes près du village de Chauchix, ce qui tend à prouver que le site était occupé dès l’Antiquité. D’ailleurs le bourg était situé le long de la voie pavée romaine qui reliait Caulnes à la baie de Saint-Brieuc.

### Temps modernes

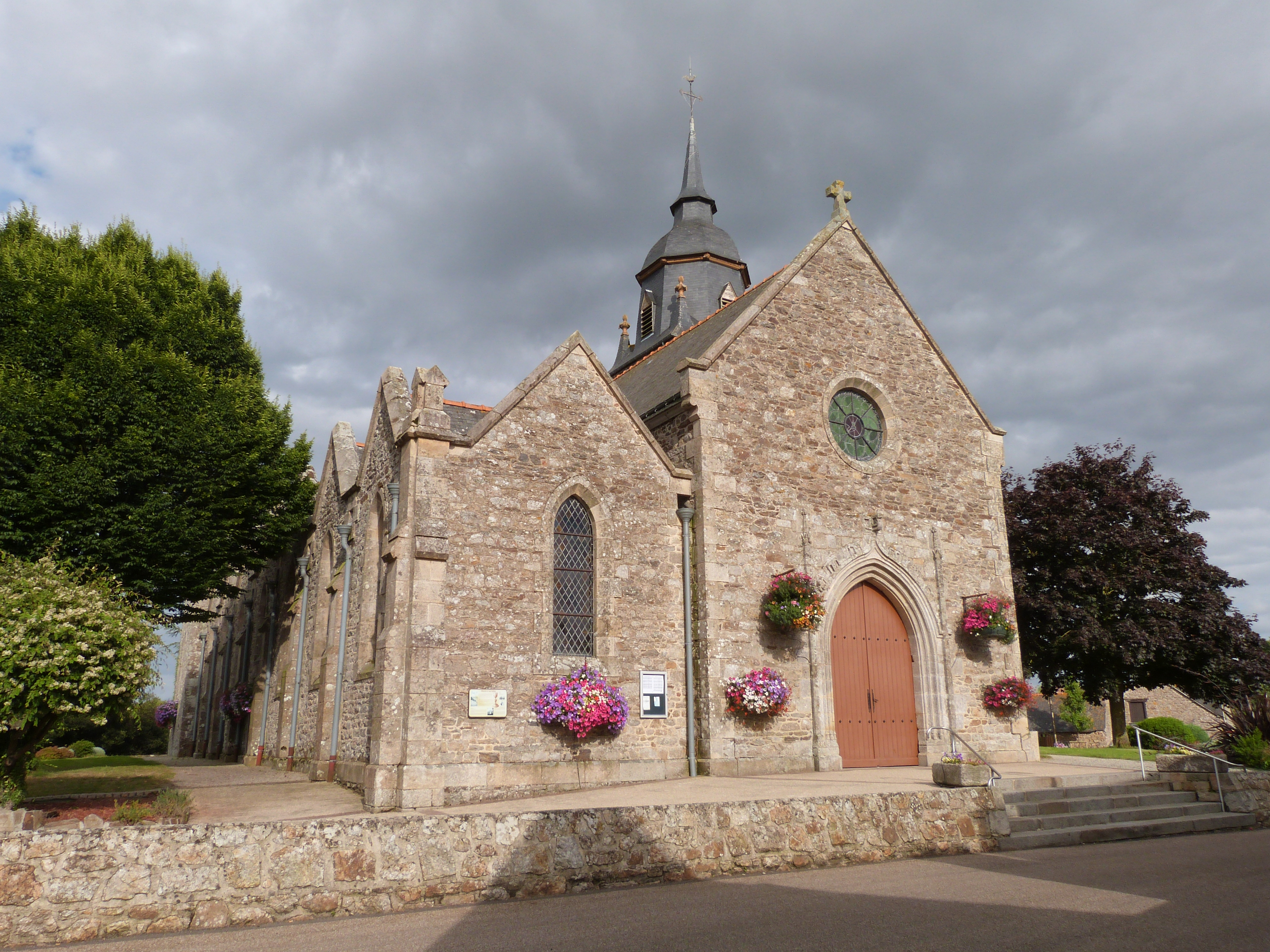
Église de Plestan.

Les monuments les plus anciens sont l’église Saint-Pierre ou le manoir de Gardisseul remontant au XVIe siècle. Les XVIIe et XVIIIe siècles marquent une période de grande prospérité propice à la construction de nombreux manoirs sur cette commune proche de Lamballe.

### LeXXesiècle

#### Les guerres duXXesiècle
Le monument aux morts porte les noms de 134 soldats morts pour la Patrie :
- 115 sont morts durant la Première Guerre mondiale ;
- 16 sont morts durant la Seconde Guerre mondiale ;
- 1 est mort durant la guerre d'Algérie ;
- 1 est mort durant la guerre d'Indochine ;
- 1 est mort hors conflit.

#### La Seconde Guerre mondiale: les Martyrs du Bois de Boudan
Le 13 juin 1944, 31 otages sont arrêtés par les SS et la Milice de Vichy puis fusillés par l'armée allemande dans le bois de Boudan. Ils furent enterrés sur place, le charnier fut découvert par la suite. Des clichés (retirages photographiques) de ce charnier sont visibles dans l'exposition permanente du musée de Bretagne à Rennes dans la partie « L'entaille des deux guerres mondiales ». La plupart étaient des résistants des régions de Duault, Callac et Saint-Nicolas-du-Pélem.
Sous le titre Les trente et un assassinats du Bois de Boudan, Éric Rondel fait le récit détaillé, dans son livre Crimes nazis en Bretagne, de ces exécutions.
Le 26 juillet 1947, le général De Gaulle vint à Plestan se recueillir devant les tombes des résistants et saluer leurs familles.

## Légendes populaires
Il existe une légende selon laquelle un tonneau rempli d’or (ou un chariot minier) serait enfoui dans un champ (ou dans le Bois de Boudan) et ressortirait tous les 25 décembre aux alentours de minuit. Avis aux chasseurs de trésor...
Une autre légende évoque l’histoire des « moines rouges » dits aussi « moines sanglants ». Leur monastère serait dans les hauteurs du lieu-dit Le Chauchix, plus précisément dans les Landes. Un bénitier datant du XIVe siècle y a été retrouvé. Mais le peu de recherches effectuées sont la cause du manque d’informations dont nous disposons actuellement.
À noter qu’en breton, moine rouge (manac'h ruz) désigne un templier.

## Politique et administration
| Période                                  | Période                | Identité                        | Étiquette | Qualité                                                                                               |
| ---------------------------------------- | ---------------------- | ------------------------------- | --------- | --- |
| Les données manquantes sont à compléter. |                        |                                 |           | |
| ?                                        | ?                      | Guillaume Amateur Fidèle Gorvel |           | |
| ?                                        | avril 1922 (démission) | Bernard de La Gatinais          | Libéral   | Conseiller d'arrondissement (1909 → 1913)                                                             |
| avril 1922                               | ?                      | François Tadier fils            |           | |
| vers 1935                                | ?                      | François Deschamps              |           | |
| ?                                        | novembre 1936 (décès)  | Jean Mousseaux                  |           | |
| Les données manquantes sont à compléter. |                        |                                 |           | |
| 1945                                     | septembre 1969 (décès) | Eugène Besnard père             | SE        | |
| octobre 1969                             | mars 1977              | Henri Badouard                  | SE        | Ancien agriculteur                                                                                    |
| mars 1977                                | mars 2001              | Eugène Besnard fils             | SE        | Boulanger retraité, ancien adjoint (? → 1977) Vice-président de la CC Arguenon - Hunaudaye            |
| mars 2001                                | 29 mars 2014           | Daniel Moisan                   | DVD       | Chef d'entreprise, ancien adjoint Vice-président de la CC Arguenon - Hunaudaye Maire honoraire (2015) |
| 29 mars 2014                             | 23 mai 2020            | Jean-Pierre Carlo               | DVD       | Agriculteur, ancien premier adjoint                                                                   |
| 23 mai 2020                              | En cours               | Claudine Aillet                 |           | Employée agroalimentaire, ancienne adjointe                                                           |

## Démographie
L'évolution du nombre d'habitants est connue à travers les recensements de la population effectués dans la commune depuis 1793. Pour les communes de moins de 10 000 habitants, une enquête de recensement portant sur toute la population est réalisée tous les cinq ans, les populations de référence des années intermédiaires étant quant à elles estimées par interpolation ou extrapolation. Pour la commune, le premier recensement exhaustif entrant dans le cadre du nouveau dispositif a été réalisé en 2008.

En 2022, la commune comptait 1 637 habitants, en évolution de +3,15 % par rapport à 2016 (Côtes-d'Armor : +1,78 %, France hors Mayotte : +2,11 %).
| 1793  | 1800  | 1806  | 1821  | 1831  | 1836  | 1841  | 1846  | 1851  |
| ----- | ----- | ----- | ----- | ----- | ----- | ----- | ----- | ----- |
| 1 734 | 1 710 | 1 740 | 2 134 | 1 935 | 1 917 | 1 718 | 2 118 | 2 151 |

| 1856  | 1861  | 1866  | 1872  | 1876  | 1881  | 1886  | 1891  | 1896  |
| ----- | ----- | ----- | ----- | ----- | ----- | ----- | ----- | ----- |
| 2 117 | 2 040 | 2 047 | 1 951 | 2 003 | 2 023 | 2 045 | 1 980 | 1 944 |

| 1901  | 1906  | 1911  | 1921  | 1926  | 1931  | 1936  | 1946  | 1954  |
| ----- | ----- | ----- | ----- | ----- | ----- | ----- | ----- | ----- |
| 1 852 | 1 876 | 1 864 | 1 628 | 1 570 | 1 560 | 1 505 | 1 506 | 1 380 |

| 1962  | 1968  | 1975  | 1982  | 1990  | 1999  | 2006  | 2008  | 2013  |
| ----- | ----- | ----- | ----- | ----- | ----- | ----- | ----- | ----- |
| 1 380 | 1 317 | 1 233 | 1 245 | 1 306 | 1 396 | 1 508 | 1 540 | 1 537 |

| 2018  | 2022  | - | - | - | - | - | - | - |
| ----- | ----- | - | - | - | - | - | - | - |
| 1 610 | 1 637 | - | - | - | - | - | - | - |

## Lieux, monuments, patrimoine architectural
- Croix de chemin du Coudraix (l’une des 3 croix de chemin) que compte Plestan. On peut y voir dessus un blason représentant des armes non identifiées à ce jour (mi partie fleur de lis et 4 fasces). Il s’agit d’une croix monolithe sur socle.
- Monument aux Morts sur la place du bourg de Plestan.
- Parc éolien ouvert au début de 2007.
- Château du Val : château mentionné au XVe siècle, construit au XVIIe siècle, partiellement conservé (tour d’escalier), reconstruit au XVIIIe siècle. La chapelle date du XVIIe siècle. Le colombier est détruit.
- Cimetière des Martyrs : Cimetière militaire, contenant 31 tombes de résistants morts le 13 juin 1944. Le cimetière contient un monument en granite exécuté par Charpentier de Lamballe (signature). Inscription : « L'an 1944 le 13 juin ici sont tombés 31 patriotes victimes de la barbarie nazie. ».
- Manoir des Salles : Date du XVIIe siècle
- Manoir du Grand Gardisseul : Manoir mentionné en 1423 à la famille Hingant, construit vers 1500 pour les Hingant ou pour Roland James, propriétaire vers 1500. Le manoir porte la marque de plusieurs étapes de construction (changement d’appareil, baies murées). L’escalier, de type à retours sans jour, date des années 1500. Remaniement au cours de la deuxième moitié du XVIe siècle dont une cheminée de l’étage de style Renaissance, pour les Forsanz. En 1554, Gaillard de Forsanz est autorisé à construire une chapelle en son manoir. Les parties agricoles datent du XVIIe siècle. Déclassé en ferme, le manoir est délaissé au début du XVIIIe siècle et passe entre plusieurs mains dont les La Moussaye de Carcouët. En mauvais état au cours du XXe siècle. Réhabilitation en cours en 1998 (partie droite du logis).
- Église Saint-Pierre : l’église (du XVe siècle), restaurée aux XVIIIe, XIXe et XXe siècles.
- Château du Carcouët.
- Manoir (ou villa) de la Moussaye : château en forme de maison bourgeoise construit au début du XXe siècle pour le colonel Polloc'k Gore, neveu et héritier de la femme d’Alexandre de La Moussaye, sur l’emplacement des jardins de l’ancien château de Carcouët en ruine. Remploi au portail de la demeure de blasons provenant du château de Carcouët (alliance La Moussaye-Rolland et Saint-Denoual). Les La Moussaye de Carcouët sont liés aux La Moussaye de Plénée-Jugon.
- On peut citer aussi le manoir de la Touche-aux-Provost, le manoir du Créhu ainsi que celui de la Chèze.
- La croix du cimetière au pied de l’église, du XVe siècle, est inscrite au titre des monuments historiques par arrêté du 8 janvier 1964[37]. Elle est ornée de sculptures et le socle évoque les symboles des Évangélistes.

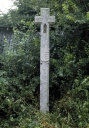
Croix du Coudraix.
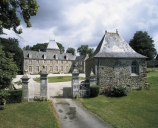
Château du Val.
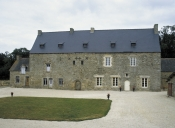
Manoir du Grand Gardisseul.
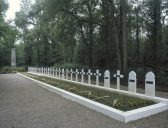
Cimetière des martyrs.
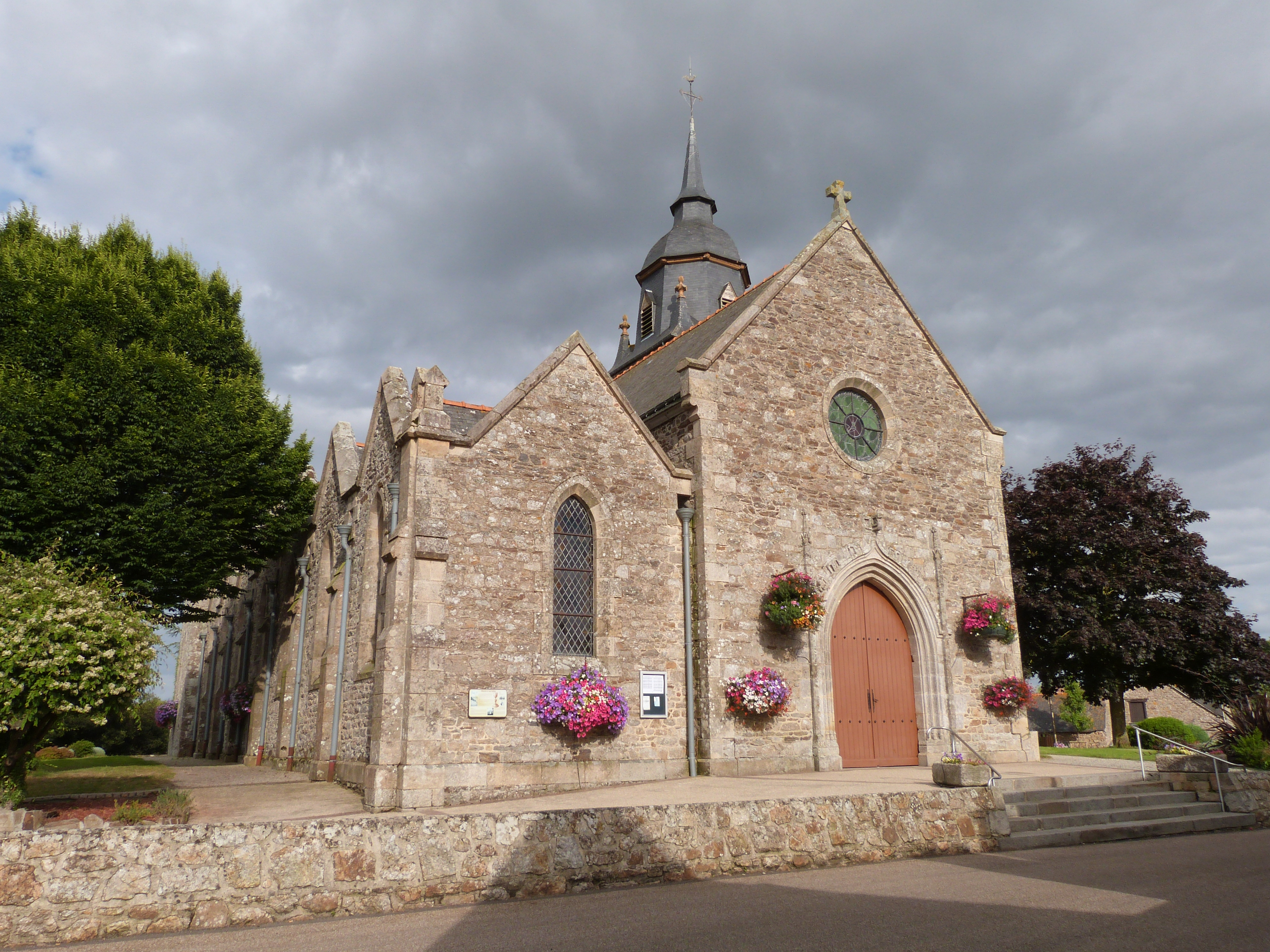
L'église Saint-Pierre.
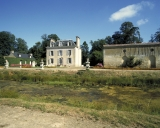
Manoir de la Moussaye.
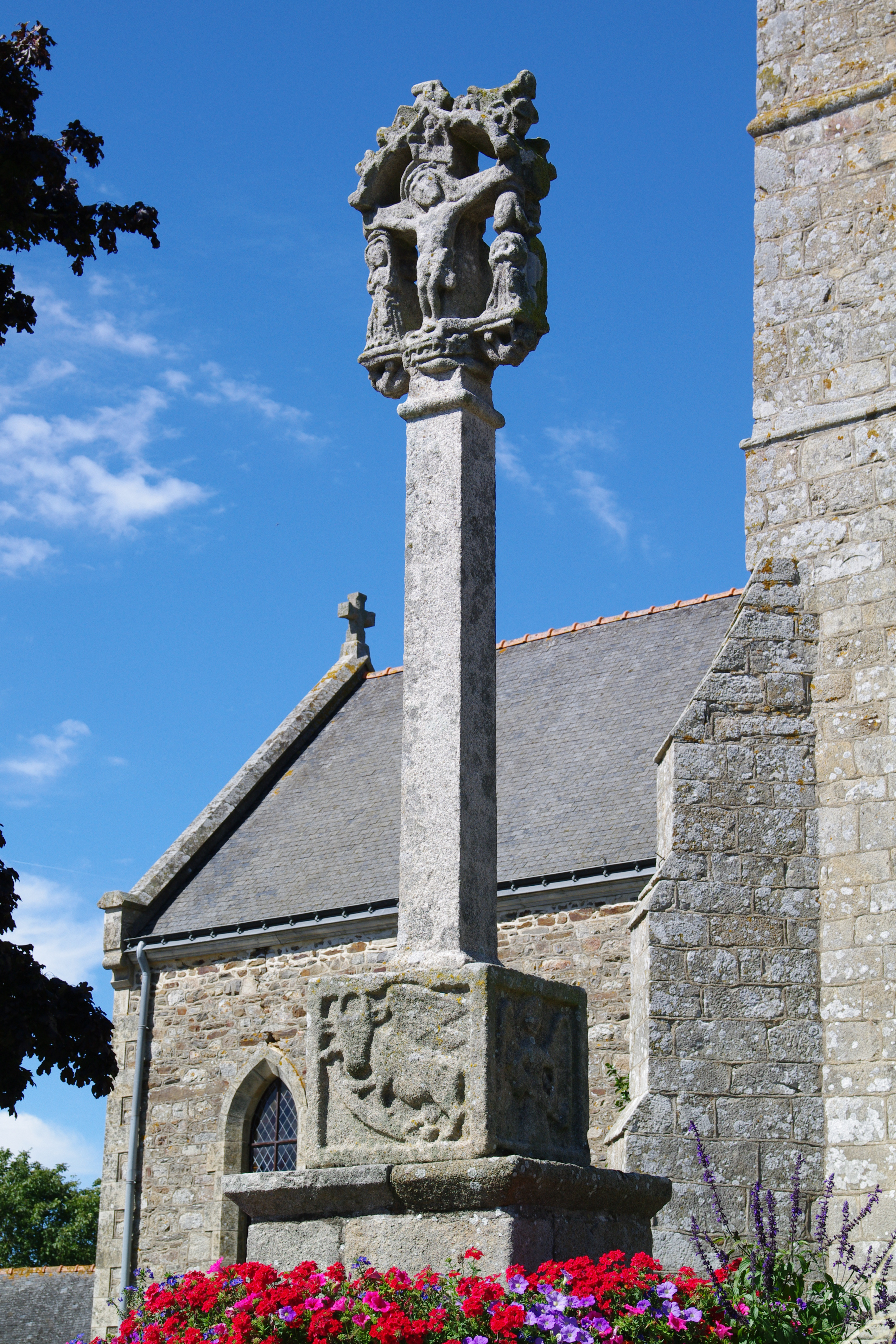
Croix du cimetière.

## Événements culturels

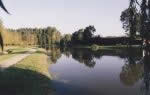
Plan d'eau d'Hillion.

- La fête de Plestan se déroule tous les ans le 14 août et rassemble tous ses habitants et ceux des communes alentour en masse[réf. nécessaire] : spectacles, musiques, danses et feux d'artifice sont au programme ! Elle se déroule au plan d'eau de Hillion.
- La cérémonie d’hommage aux 31 martyrs du Bois de Boudan, chaque année le dimanche environnant le 13 juin. La cérémonie est ponctuée de discours d’anciens combattants, d’un dépôt de gerbe et d’un chant de la part des enfants de la commune.
- Les randonnées de septembre (deuxième dimanche) : piétonnes, équestres et quads, au départ du plan d'eau communal (dit d'Hillion) et suivies d'un repas.
- Les courses cyclistes empruntent un circuit qui parcourt la commune, ses routes et ses villages.
- Les deux écoles organisent chacune leur kermesse, mêlant jeux pour les enfants et danses de la part de ces écoliers.
- La « Randonnée du Muguet » anciennement appelée « Randonnée Jeannine » (on pense que c'est une Jeannine qui en est l'instigatrice) est une balade à vélo et à pieds dans les rues de Plestan même et dans sa campagne. Derrière une voiture guide, le 1er mai de chaque année, la population, après s'être réunie au terrain des sports de la commune, part sillonner le pays plestanais. Tout cela est suivi d'un pot de l'amitié.

## Vie associative
- Football Club US Hunaudaye (l'équipe 1 évolue en D2, la 2 en D3, le club a évolué en PH (niveau ligue) durant 2 ans à la fin des années 2000)
- Club des jeunes
- Club de la 3e Jeunesse
- Activités au sein du canton durant les vacances scolaires, pour les jeunes
- Concours de boules
- Pêche au plan d'eau communal d'Hillion sous l'égide de « La Gaule Lamballaise »

## Galerie

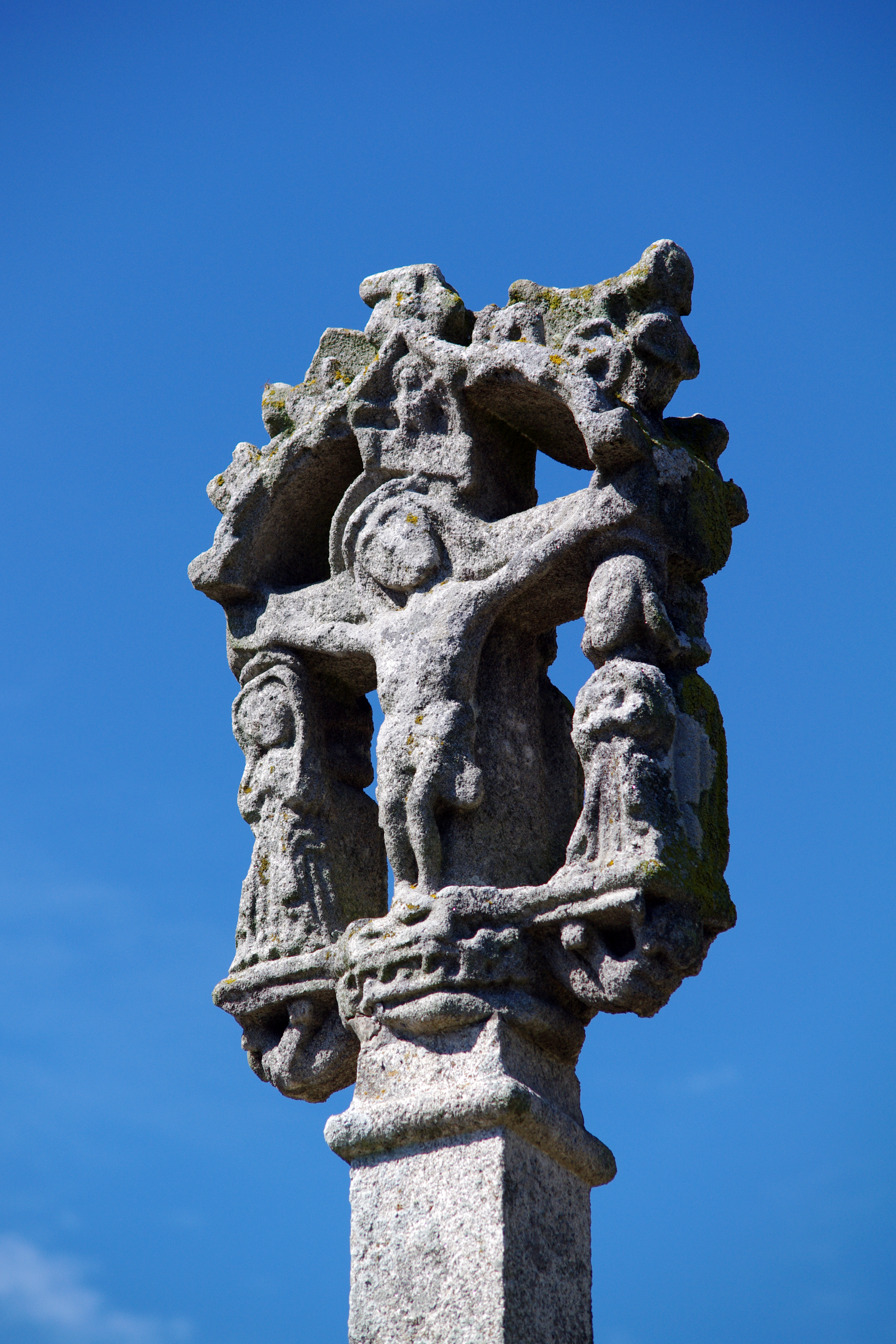
Croix détail.
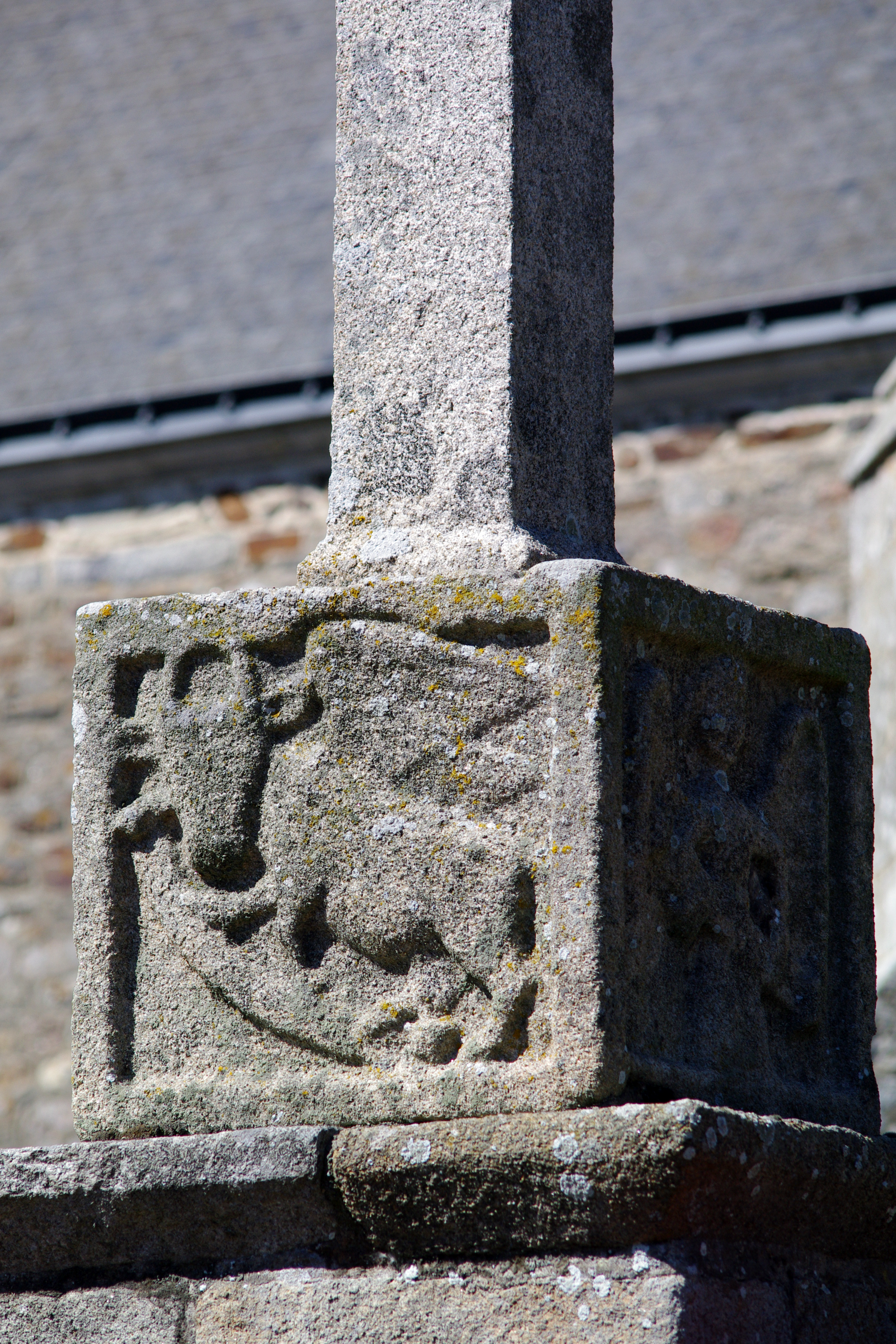
Socle de la croix.